# Allgäuer Alperne
Allgäuer Alperne er en bjergkæde i de Nordlige kalkalper i Alperne, i Tyskland (Bayern og Baden-Württemberg), og Østrig (Vorarlberg og Tyrol). De strækker sig fra Bodensøen og 75 km østover. De overlapper en del af landskapet Allgäu, men er ikke sammenfaldende med dette: Allgäus sydgrænse går langs Allgäuer Alpernes hovedkam; på den anden side strækker Allgäu sig længere nordover end Alperne.

## Afgrænsning
Allgäuer Alperne afgrænses
- i øst af Lech (mod Ammergau-Alperne),
- i syd af Lech, Hochtannbergpasset og Bregenzer Ache (mod Lechtaler Alperne) samt af Subersach (mod Bregenzerwald).

I vest når Allgäuer Alperne til Bodensøen. Nordgrænsen er ikke klart defineret, men følger omtrent linjen Lindau–Kempten–Füssen.

## Toppe
De ti højeste bjergtoppe i Allgäuer Alperne er:
- Großer Krottenkopf (2.657 moh., Tyrol)
- Hohes Licht (2.652 moh., Tyrol)
- Hochfrottspitze (2.649 moh., Bayern/Tyrol)
- Mädelegabel (2.644 moh., Bayern/Tyrol)
- Urbeleskarspitze (2.632 moh., Tyrol)
- Steinschartenkopf (2.615 moh., Tyrol)
- Marchspitze (2.610 moh., Tyrol)
- Bretterspitze (2.609 moh., Tyrol)
- Bockkarkopf (2.608 moh., Bayern/Tyrol)
- Biberkopf (2.599 moh., Bayern/Tyrol)

Disse bjergtoppe ligger er enten på østrigsk side eller danner landegrænse til Tyskland. Der er over 600 navngivne toppe og detaljerede kort kan blandt andet rekvireres på alpenverein.at .

## Dale og anden inddeling
Den største dal i Allgäuer Alperne er floddalen til Iller, som strækker sig nordfra mod Alperne og bl.a. omfatter byerne Kempten, Immenstadt og Oberstdorf. Større dale på den østrigske side af bjergkæden er Kleinwalsertal (Vorarlberg) og Tannheimer Tal (Tyrol). Den førstnævnte dal er en slags østrigsk eksklave, da den på grund af de omliggende bjergkamme kun er tilgængelig fra Oberstdorf i Tyskland. Mellem Kleinwalsertal og Tannheimer Tal danner Allgäuer Alperne en udpræget hovedkam. Vest og nord for denne består de derimod af en række mindre bjerggrupper. Tannheimer Berge nord for Tannheimer Tal er kædens østligste delgruppe (2.238 moh. i Kellenspitze).

## Geologi
De vigtigste bjergarter i Allgäuer Alperne er dolomit fra trias; kalk fra jura; sandsten, kalksten, mergel og flysch fra kridt; og molasse fra palæogen.

## Turisme

### Veje og bjergpas
Allgäuer Alperne har, sammenlignet med andre bjergkæder i Alperne, ikke særligt mange veje. Mellem Riedbergpass og Tannheimer Tal kan Allgäus vigtigste højderyg dog ikke krydses over en længde på omkring 65 km.
Riedbergpass er det eneste reelle bjergpas over Allgäu Alperne. Det forbinder Illertal med Bregenzerwald og når en højde på 1.406 m. Passet er farbar hele året rundt, fordi den tyske by Balderschwang her har den eneste forbindelse med resten af Tyskland. Ved passet befinder sig skiområdet Grasgehren.
På Rohrmoossattel fra Oberstdorf over Rohrmoos til Sibratsgfäll i Bregenzerwald er det kun tilladt at køre med bil frem til Rohrmoos. Mellem Rohrmoos og Sibratsgfäll er vejen spærret. Fra Oberstdorf til Rohrmoos afkræves vejafgift fra Hintertiefenbach til Rohrmoos. Vejen når en højde på 1.120 meter.
Fra Oberstdorf er Kleinwalsertal farbar frem til Baad på 1.244 meter, ligeledes Schwarzwassertal, en sidedal, frem til Auenhütte på 1.275 meter. Stillachtal er farbar for almindelig trafik fra Oberstdorf til Fellhornbahn-stationen. Frem til Birgsau må kun linjebussen køre. Såkaldte Stellwagen, hestevogne med offentlig personbefordring, fortsætter til Einödsbach. Trettachtal er lukket for al offentlig trafik. Til Spielmannsau kører Stellwagen.
Gunzesrieder Tal er farbar fra Sonthofen til Gunzesrieder Säge. Derfra fører to private veje til Scheidwangalpe og Höllritzer Alpe. Her afkræves vejafgift.
På den sydlige kant af Allgäu Alperne befinder sig Hochtannbergpasset i en højde på 1.676 meter. Den forbinder Lechtal med dalen, hvor Bregenzer Ach flyder igennem. Stigningen fra Bregenzer Ach op til pashøjde er væsentligt stejlere end fra Lechtal. Dette er typisk for vandskellet mellem Rhinen og Donau.
Ostrachtal er farbar fra Sonthofen Bad Hindelang til Hinterstein uden indskrænkninger. I det videre forløb frem til udgangen af dalen ved Giebelhaus er Ostrachtal lukket motorkøretøjer. Der er dog busforbindelser.
Tannheimer Tal er en højdal, som fra alle sider kun er tilgængelig via bjergpas. Men her er der tale om næsten umærkelige bjergpas. Langs Vils, der dræner dalen, er der en offentlig vej. Fra Sonthofen eller fra Wertach kan man krydse Oberjochpass i 1.178 m højde. Men kun fra Sonthofen over Bad Hindelang kan man få indtrykket af, at det er et bjergpas. Tannheimer Tal nås via Gaichtpass fra Lechtal. Dette pas mærkes kun som et sådan hvis man kommer fra Lechtal. Fra Pfronten er der en vej gennem Engetal til landsbyen Grän i Tannheimer Tal. Pashøjden på 1.154 m ligger lige før indgangen til Tannheimer Tal ved Grän.
Fra Vorarlberg er der flere måder at nå ind i Allgäu Alperne. Man kan komme til Schönenbach-Vorsäß ved at køre ad en vej fra Bizau gennem Bregenzerwaldgebirge. Der afkræves stedvist vejafgifter. Schönenbach-Vorsäß er den største alpine samling hus i miles omkreds. Det er beliggende på den vestlige kant af Allgäu Alperne og er et udgangspunkt for den vestlige side af Hoher Ifen med Gottesackerplateauet. Fra Hittisau i Vorderer Bregenzerwald kommer man til Sibratsgfäll på den vestlige kant af Allgäu Alperne. Vejen er godkendt til offentlig kørende trafik frem til lidt øst for Sibratsgfäll. Nord for Hittisau fører en sidevej uden gebyr til kroen Hochhäderich i 1.200 meter højde. For enden af vejen kan man kigge over den vestlige del af Nagelfluhkette. Dette er et højt og yndet udgangspunkt for vandreture i dette område. Et skiområde finder man også dér.

### Hytter
I Allgäuer Alperne er der 24 hytter fra Alpenverein. De fleste af de hytter ligger i de høje bjerge, og nogle af dem kan kun nås ved at vandre i flere timer. Nogle hytter er placeret i dale. Den højestbeliggende hytte er Hermann-von-Barth-Hütte i en højde på 2.131 meter. Den største hytte er Rappenseehütte med over 350 senge og lejer.
- Altes Höfle: 966 m højde, selvforsørgende, men bemandet i weekenden, 40 senge, 16 madraslejer, udgangspunkt: Gunzesried, vandretid via Gunzesrieder Säge 0,25 timer.
- Bad Kissinger Hütte: 1.792 m højde, sommerbemandet fra begyndelsen af maj til slutningen af oktober, 10 senge, 55 madraslejer, udgangspunkt: Pfronten-Steinach, vandretid fra Grän 2 timer.
- Edmund-Probst-Haus: 1.930 m højde, sommerbemandet fra slutningen af maj til midten af oktober og om vinteren fra juletid frem til omkring april, 43 senge, 82 madraslejer, udgangspunkt: Oberstdorf, lige ved Nebelhornbahn-bjergstationen.
- Fiderepasshütte: 2.067 m højde, sommerbemandet fra slutningen af maj til midten af oktober, vinterværelse med Alpenverein-lås, 10 senge, 100 madraslejer, udgangspunkt: Mittelberg, vandretid fra Kanzelwandbahn-bjergstation 2 timer
- Grüntenhaus: 1.540 m højde, bemandet; om sommeren: mandagslukket; om vinteren kun åbent i weekenderne. Beliggende direkte under senderen på vandrestien Burgberg auf den Grünten
- Haldenseehaus: 1.150 m højde, tilgængelige for selvforsørgende året rundt, drikkevarer tilgængelige, 56 senge, 44 madraslejer, på vejen Haller til Nesselwängle
- Haus Schattwald: 1.100 m højde, året rundt til selvforsørgende, 20 senge, 22 madraslejer, direkte i Schattwald (bydel Fricken)
- Hermann-von-Barth-Hütte: 2.131 m højde, bemandet fra midten af juni frem til begyndelsen af oktober, 53 madraslejer, udgangspunkt: Elbigenalp, vandretid 3,15 timer
- Bad Hindelang, ungdomshus (Jugendbildungsstätte), 870 m højde, 103 senge, ved busstoppestedet Bad Hindelang-Luitpoldbad
- Kaufbeurer Haus: 2.005 m højde, til selvforsørgende, lør / søn bemandet fra pinse frem til begyndelsen af oktober, i den resterende tid tilgængelig med Alpenverein-nøgle, 50 madraslejer, vinterværelse med 14 lejer og Alpenverein-lås, udgangspunkt: Hinterhornbach, vandretid 2,75 timer
- Kempten Hütte: 1.846 m højde, sommerbemandet fra midten af juni til midten af oktober, 85 senge, 200 madraslejer, vinterværelse med 26 lejer åben, udgangspunkt: Oberstdorf, vandretid fra Holzgau 3 timer
- Landsberger Hütte: 1.810 m højde, sommerbemandet fra pinse frem til midten af oktober, 30 senge, 170 madraslejer, vinterværelse med 16 lejer åben, udgangspunkt: Tannheim, vandretid fra Vilsalpsee 1,5 timer
- Mahdtalhaus: 1.100 m højde, til selvforsørgende, bemandet, 16 senge, 18 madraslejer, udgangspunkt: Riezlern, vandretid 0,25 timer
- Mindelheimer Hütte: 2.058 m højde, sommerbemandet fra midten af juni til midten af oktober, 120 madraslejer, vinterrum med 12 lejer og Alpenverein-lås, udgangspunkt: Mittelberg, vandretid 3 timer
- Otto-Mayr-Hütte: 1530 m højde, sommerbemandet fra maj til oktober, og omkring jul, 24 senge, 60 madraslejer, udgangspunkt: Musau, vandretid fra bjergstationen Füssener-Jöchl-Lift 1 time
- Otto-Schwegler-Hütte: 1.070 m højde, til selvforsørgende, bemandet året rundt, 50 madraslejer, udgangspunkt: Gunzesried, vandretid langs Gunzesrieder Säge 0,5 timer
- Prinz-Luitpold-Haus: 1.846 m højde, sommerbemandet fra begyndelsen af juni til midten af oktober, 20 senge, 142 madraslejer, vinterværelse med 16 lejer åben, undgangspunkt: Hinterstein, vandretid fra Giebelhaus 3 timer
- Rappenseehütte: 2.091 m højde, sommerbemandet fra midten af juni til midten af oktober, 42 senge, 300 madraslejer, vinterværelse med 30 lejer åben, udgangspunkt: Oberstdorf, vandretid fra Lechleiten 2,5 timer
- Ravensburger Haus: 950 m højde, året rundt for selvforsørgende, 50 senge, udgangspunkt: Steibis, vandretid 0,25 timer
- Schwarzenberghütte: 1.380 m højde, sommerbemandet frem til allerhelgen, og vinterbemandet fra jul, 4 senge, 38 madraslejer, udgangspunkt: Hinterstein, vandretid fra Giebelhaus 0,75 timer
- Schwarzwasserhütte: 1.620 m højde, sommerbemandet fra begyndelsen af juni til midten af oktober og om vinter fra jul til midten af marts, 41 senge, 30 lejer, udgangspunkt: Hirschegg, vandretid fra Auenhütte 1,5 timer
- Staufner Haus: 1.634 m højde, sommerbemandet fra begyndelsen af maj til begyndelsen af november, vinteråben i ferier og i weekenden, 10 senge, 76 madraslejer, udgangspunkt: Steibis, vandretid fra Hochgratbahn bjergstation 0,25 timer
- Tannheimer Hütte: 1.760 m højde, bemandet fra maj til oktober, 22 madraslejer, udgangspunkt: Nesselwängle, vandretid 1,5 timer
- Waltenberger-Haus: 2.085 m højde, bemandet fra midten af juni til begyndelsen af oktober, 6 senge, 60 madraslejer, udgangspunkt: Oberstdorf, vandretid fra Einödsbach 3 timer
- Willi Merkl-Gedächtnis-Hütte: 1.550 m højde, til selvforsørgende fra midten af maj til midten af oktober, bemandet lør / søn, 38 madraslejer, udgangspunkt: Musau, vandretid fra bjergstationen Füssener-Jöchl-Bahn 1 time

### Fjernvandrestier/-ruter
Den europæiske fjernvandrevej E4 (Pyrenæerne-Bodensøen-Neusiedler See-Balaton-Rila-Kreta) krydser den nordligste del af Allgäu Alperne i øst-vestlig retning. Fra Bregenz skal man først tage linjebus til Lingenau i Bregenzerwald. Her kan man begynde at gå, og når over Rotenberg til Hittisau. Fra Hittisau går det via Leckner See til Hochgrat og videre over Nagelfluhkette-højderyggen til Sonthofen. Fra Sonthofen går det igennem Tiefenbacher Eck til Unterjoch og videre langs åen Vils til Pfronten. Fra Pfronten forløber vejen over Falken-Höhenzug og forbi Alatsee til Füssen. Der fortsætter E4 gennem Ammergauer Alperne. Mellem Bregenz og Neusiedler See findes der to alternative ruter til E4. Den normale rute krydser som beskrevet Allgäuer Alperne. Den alternative E4 alpin forløber syd for Allgäuer Alperne, og gennem Bregenzerwaldgebirge, Lechquellengebirge og Lechtaler Alperne.
Den europæiske fjernvandrerrute E5 (Atlanterhavet-Bodensøen-Alper-Adria) krydser Allgäuer Alperne fra nord til syd. Fra Bregenz til Sonthofen er forløbet identisk med E4. Fra Sonthofen til Oberstdorf følger man floden Iller. Fra Oberstdorf kan man nå til Kemptner Hütte via Trettachtal og Spielmannsau. Fra Kemptner Hütte stiger stien i første omgang op til Mädelejoch. Dette er med 1.974 meter over havets overflade det højeste punkt for E5 i Allgäuer Alperne. Ved Mädelejoch krydser man grænsen mellem Tyskland og Østrig. Fra Mädelejoch går stien ned i Lechtal til Holzgau. I Lechtal går man i strømretningen frem til Bach. Her går E5 ind i Lechtal Alperne.
Via Alpina, en grænseoverskridende fjernvandresti med fem delruter gennem hele alpeområdet, passerer også Allgäuer Alperne.
Via Alpinas røde vej forløber med fire etaper gennem Allgäuer Alperne på følgende måde:
- Etape R49 strækker sig fra Weissenbach am Lech til Prinz-Luitpold-Haus
- Etape R50 strækker sig fra Prinz-Luitpold-Haus til Oberstdorf over Käseralpe og Oytal (se etape A66)
- Etape R51 strækker sig fra Oberstdorf til Mindelheimer Hütte
- Etape R52 strækker sig fra Mindelheimer Hütte til Schröcken

Via Alpinas violette vej forløber med fire etaper gennem Allgäuer Alperne på følgende måde:
- Etape A63 strækker sig fra Füssen til Pfronten
- Etape A64 strækker sig fra Pfronten til Tannheim
- Etape A65 forløber fra Tannheim til Prinz-Luitpold-Haus
- Etape A66 strækker sig fra Prinz-Luitpold-Haus til Oberstdorf over Edmund-Probst-Haus (se etape R50)
- I Oberstdorf slutter den violette vej.
- Via Alpinas gule vej forløber med fire etaper gennem Allgäuer Alperne på følgende måde:
- Etape B39 strækker sig fra Holzgau i Lechtal til Kemptner Hütte
- Etape B40 går fra Kemptner Hütte til Oberstdorf

I Oberstdorf slutter også den gule vej. Den gule vejs vejføring af Via Alpina gennem Allgäu Alperne svarer til vejføringen af den europæiske fjernvandresti E5 i modsat retning.
Oberallgäuer Rundwanderweg fører i en cirkel imod uret gennem Oberallgäu og den nordlige halvdel af Allgäuer Alperne.
Dette er etaperne gennem Allgäu Alperne:
- Etape 4a) fører fra Hündlebahn-dalstation ved Oberstaufen til Scheidwang over Nagelfluhkette
- Etape 4b) fører fra Scheidwang til Grasgehren ved Riedbergpass
- Etape 5a) fører fra Grasgehren til Rohrmoos
- Etape 5b) fører fra Rohrmoos til Riezlern i Kleinwalsertal
- Etape 6a) går fra Riezlern til Schönblick ved Söllereckbahn
- Etape 6b) fører fra Schönblick over Freibergsee til Oberstdorf
- Etape 7a) fører fra Oberstdorf over Gaisalpe til Altstädterhof
- Etape 7b) går fra Altstädterhof til Bad Hindelang
- Etape 8a) fører fra Hindelang over Wertacher Hörnle til Schnitzlertalalpe
- Etape 8b) går fra Schnitzlertalalpe til Wertach

Schwäbisch-Allgäuer Wanderweg (Augsburg-Sonthofen) har to etaper i Allgäuer Alperne. Dens ottende etape fører fra Maria Rain til Wertach over Elleger Höhe. Den niende og sidste etape går fra Wertach til Sonthofen over "Großer Wald" og Starzlachklamm.

### Højdestier
Karakteren af bjergkæde er udpræget i Allgäuer Alperne, og har gjort det muligt at opføre netværk af bjergvandreveje. Højdestierne forbinder Alpenvereins hytter, samt andre hytter & kroer, og gør det muligt at planlægge ture over flere dage. Men den omfattende stisystem byder også på mange muligheder for enkeltdagsture.
Især langs vigtigste højderyg i den sydlige og sydøstlige del af Allgäuer Alperne, er der mulighed for at planlægge flerdagsture, hvor man overnatter i forskellige hytter undervejs, uden at man går ned i befolkede dale. Men vinduet, hvor disse vandreture kan udføres sikkert, er relativt kort. Det spænder fra begyndelsen af juli til midten af september.
Fem højdestier har deres egne navne. Heilbronner Weg fører fra Rappenseehütte til Waltenberger-Haus, men også videre til Kemptner Hütte i det centrale højderyg. Düsseldorfer Weg går fra Kemptner Hütte til Hermann von Barth-Hütte nord om Großer Krottenkopf og Marchspitze over højderyggen "Im Märzle" og Marchscharte. Jubiläumsweg forbinder Prinz-Luitpold-Haus med Willeralpe ovenfor Hinterstein. Enzensperger Weg forløber i den østlige Hornbachkette mellem Hermann von Barth-Hütte og Kaufbeurer Haus. Til sidst forbinder Krumbacher Höhenweg Fiderepasshütte eller Kühgundalpe med Mindelheimer Hütte.
Ud over de ovenfor beskrevne etaper er der andre højderuter: Höhenweg fra Edmund-Probst-Haus (Nebelhorn ved Oberstdorf) til Prinz-Luitpold-Haus eller til Kemptner Haus, Höhenweg fra Neunerkopf ovenfor Tannheim til Landsberger Hütte, samt Höhenweg fra Hermann Barth-Hütte til Kaufbeurer Haus (Enzensperger Weg).
Uden for Allgäus centrale højderyg og sideryggene findes der højdestier som ikke danner et sammenhængende netværk. På den måde kan man krydse Nagelfluhkette med en overnatning i Staufner Haus på to dage. Fra Hochgrat til Riedbergpass er der en sti over toppene Molasse og Flysh. Gottesackerplateau kan krydses på forskellige måder. I Tannheimer Berge er en flerdages-passage mulig fra Pfronten over Bad Kissinger Hütte og Gimpelhaus eller Otto-Mayr-Hütte og frem til Hahnenkamm.

### Klatrestier
I litteraturen opremses 6 relevante klatrestier i Allgäuer Alperne. Det er Hindelanger Klettersteig fra Nebelhorn til Großen Daumen, Heilbronner Weg fra Rappenseehütte til Kemptner Hütte, Mindelheimer Klettersteig fra Fiderepasshütte til Mindelheimer Hütte, klatrestien Hohe Gänge mellem Rotspitze og Breitenberg, Bäumenheimer Weg på Hochvogel fra syd og Friedberger klatresti fra Füssener Jöchle over Schartschrofen til Roten Flüh.
På Iseler blev der i juli 2008 åbnet en klatresti der fører op af Iselers nordvæg og følger en logisk linje af bånd og stejletrin til toppen af Iseler.
Klatrestierne er dog meget forskellige. Heilbronner Weg er i højere grad en højde- end en klatresti. Da denne blev åbnet i 1899 var udtrykket klatresti dog endnu ikke kendt. På Heilbronner Weg befinder der sig en jernstige og mange meter wire. Imidlertid er det primært som sikring og ikke tænkt som en klatrestøtte. På samme måde forholder det sig for Bäumenheimer Weg, som er den sydlige opstigning fra Hinterhornbach til Hochvogel.
Først langt senere end nævnte klatrestier er der blevet indviet deciderede klatrestier i Allgäuer Alperne. I 1970'erne blev der indviet tre klatrestier åbnet, som var en efterligning af eksisterende klatrestier i de sydlige Kalkalper. Mindelheimer Klettersteig blev åbnet i 1975, den Hindelanger Klettersteig og Friedberger Klettersteig fulgte lidt senere. Disse tre klatrestier har en gennemsnitlig sværhedsgrad. Friedberger Klettersteig muliggør direkte og interessant forbindelse fra bjergstationen Füssener-Jöchle-Bahn til bjergene omkring Rote Flüh og Gimpel.
Klatrestien Hohe Gänge supplerer Hindelanger Klettersteig. Den kan dog også benyttes selvstændigt, og den forholdsvis lange vandretur, der er nødvendig for at nå dertil, sikrer en vis ro. I 1983 åbnede en kort klatresti op på Jungfrauspitze i den sydlige højderyg af Wolekleskarspitze ved Hornbach-bjergkæden, og har en højdeforskel på 20 meter på en kontinuerlig wire og er meget vanskelig. Også i Voralpen har klatrestier efterhånden fundet indpas. På den måde kan Steineberg i Nagelfluhkette bestiges direkte over en meget lang og luftig stige med et afsnit med foranliggende reb.

### Bjergbaner, der opererer om sommeren
I Allgäuer Alperne er der for øjeblikket følgende bjergbaner, der er i drift i sommeren for vandrere og bjergbestigere:
- Breitenbergbahn er en gondolbane fra Pfronten-Steinach im Allgäu til Unteren Breitenberg, en udløber af Breitenberg
- Diedamskopfbahn før i to sektioner fra Schoppernau i Vorarlberg op på Diedamskopf
- Fellhornbahn i Oberallgäu fører fra Faistenoy im Stillachtal syd for Oberstdorf til Fellhorngrat
- Fuessener-Jöchle-Bahn er en gondolbane
- Hochgratbahn er en gondolbane fra Lanzenbach Säge im Westallgaeu til højderyggen under toppen Hochgrat. Dalstationen er placeret i Weißachtal syd for Oberstaufen og Steibis
- Hörnerbahn er en gondolbane i Bolsterlang. Den fører op på Horngrat mellem Bolsterlanger Horn og Weiherkopf
- Kanzelwandbahn er en dobbeltgondolbane i Kleinwalsertal i Vorarlberg. Den fører fra Riezlern til Kanzelwand
- Nebelhornbahn fører fra Oberstdorf im Oberallgäu i tre sektioner op på toppen af Nebelhorn - dette er det højest punkt man kan nå med en tovbane i Allgäuer Alperne
- Pfänderbahn i Bregenz, Vorarlberg fører fra Bregenz op på Pfänder
- Reuttener Bergbahn fører fra Höfen bei Reutte op på Hahnenkamm
- Vogelhornbahn er en gondolbane. Den blev sat i drift i år 2000, der erstattede en stoleliftbane - den fører fra Tannheim i Tannheimer Tal i Tyrol til Neunerkopf (Vogelhörnle er nabobjerget)
- Walmendingerhornbahn er en svævebane i Kleinwalsertal i Vorarlberg - den fører fra Mittelberg op på Walmendinger Horn

## Literatur/Kort
- Alpenvereinsführer: Allgäuer Alpen und Ammergauer Alpen alpin, 16. udgave 2004, Bergverlag Rudolf Rother, München, ISBN 3-7633-1126-2
 Retningslinjerne angiver, at dette kort kun angiver ture op til sværhedsgrad II
- Alpenvereinsführer Allgäuer Alpen frem til 15. udgave, Bergverlag Rudolf Rother, München
 De ældre udgaver har alle kendte ture (dog ikke sportsklatreture)
- Alpenvereinskarte 2/1 Allgäuer-Lechtaler Alpen – West 1:25.000, 8. udgave 2004
 Kortet går fra Oberstdorf i nord, i vest linjen fra Fellhorn til Biberkopf, i syd til Steeg im Lechtal og i øst fra Großen Wilden til Ilfenstpitzen
- Alpenvereinskarte 2/2 Allgäuer-Lechtaler Alpen – Ost 1:25.000, 7. udgave 2002
 Kortet går fra Schwarzwasserbach i nord, i vest linjen fra Großen Wilden til Ilfenspitzen, i syd udover Lechtal og i Lechtaler Alperne og i øst linjen fra Stanzach im Lechtal og frem til Kogelseespitzen i Lechtaler Alperne
- Alpenvereinskarte 3/2 Lechtaler Alpen Arlberggebiet 1:25.000 Ausgabe 2003
 Kortet har kun den sydligste kant af Allgäuer Alperne, omkring Hochtannbergpass og trekanten Hohes Licht Biberkopf og Ellbogner Spitze
- Scholz, Herbert (1995): Bau und Werden der Allgäuer Landschaft. Stuttgart: Schweizerbart'sche Verlagsbuchhandlung, ISBN 3-510-65165-0
- Topographische Karte 1:50.000 Kempten und Umgebung, Bayerisches Landesvermessungsamt München
- Topographische Karte 1:50.000 Füssen und Umgebung, Bayerisches Landesvermessungsamt München
- Topographische Karte 1:50.000 Lindau-Oberstaufen und Umgebung, Bayerisches Landesvermessungsamt München
- Topographische Karte 1:50.000 Allgäuer Alpen, Bayerisches Landesvermessungsamt München
- Thaddäus Steiner: Allgäuer Bergnamen. Die Gipfelnamen der Allgäuer Bergwelt. Lindenberg: Kunstverlag Josef Fink, 2007, ISBN 978-3-89870-389-5
- Klaus Schlösser, Erich Knoll: Allgäuer Gipfelbuch: Bergnamen und ihre Bedeutung. Alpine Geschichte und Gipfelsprüche. Kempten: SL-Verlag, 2008, ISBN 978-3-9810320-4-8
- Uli Auffermann: Allgäuer Bergfieber – Bergsteigergeschichte(n) eine rauen Region. Bruckmann Verlag, München 2010, ISBN 978-3-7654-5522-3